# Chimonobambusa paucispinosa
Chimonobambusa paucispinosa är en gräsart som beskrevs av Tong Pei Yi. Chimonobambusa paucispinosa ingår i släktet Chimonobambusa och familjen gräs. Inga underarter finns listade i Catalogue of Life.